# Neossocialismo
Neossocialismo é uma corrente de ideias socialistas, sociais-democratas e sociais liberais, que pregam a igualdade social e o fim de classes, mas diferente do socialismo clássico, prega que a globalização é um processo inevitável assim como a propriedade privada, mas as mesmas devem servir primeiramente ao povo ao invés de empresas e corporações bem-sucedidas, ou seja, o estado é soberano, e deve regular as empresas e a propriedade privada para evitar injustiça social. De acordo com os ideais neossocialistas, o socialismo deve ser alcançado de maneira democrática através de medidas reformistas, não sendo tão autoritárias como o Leninismo.
O neossocialismo surgiu como uma facção política na França e na Bélgica durante a década de 1930, reunindo diversas tendências revisionistas no interior da Seção Francesa da Internacional Operária (SFIO). Ao longo dos anos 1930, o grupo distanciou-se progressivamente do marxismo revolucionário e do reformismo socialista, sem, no entanto, fundir-se ao movimento tradicional de colaboração de classes representado pelo Partido Radical-Socialista. Em vez disso, defendiam uma revolução a partir de cima, que chamavam de "revolução construtiva". Na França, onde foram influenciados pelos belgas, isso os colocou em conflito com a política tradicional do partido socialista de oposição ao governo, resultando na expulsão dos neosocialistas da SFIO. Alguns de seus promotores simpatizaram com o fascismo e tornaram-se colaboracionistas durante a ocupação da França, enquanto outros integraram a Resistência Francesa e foram responsáveis por reformas no pós-guerra, como o dirigismo, o planejamento territorial e o regionalismo.

## História

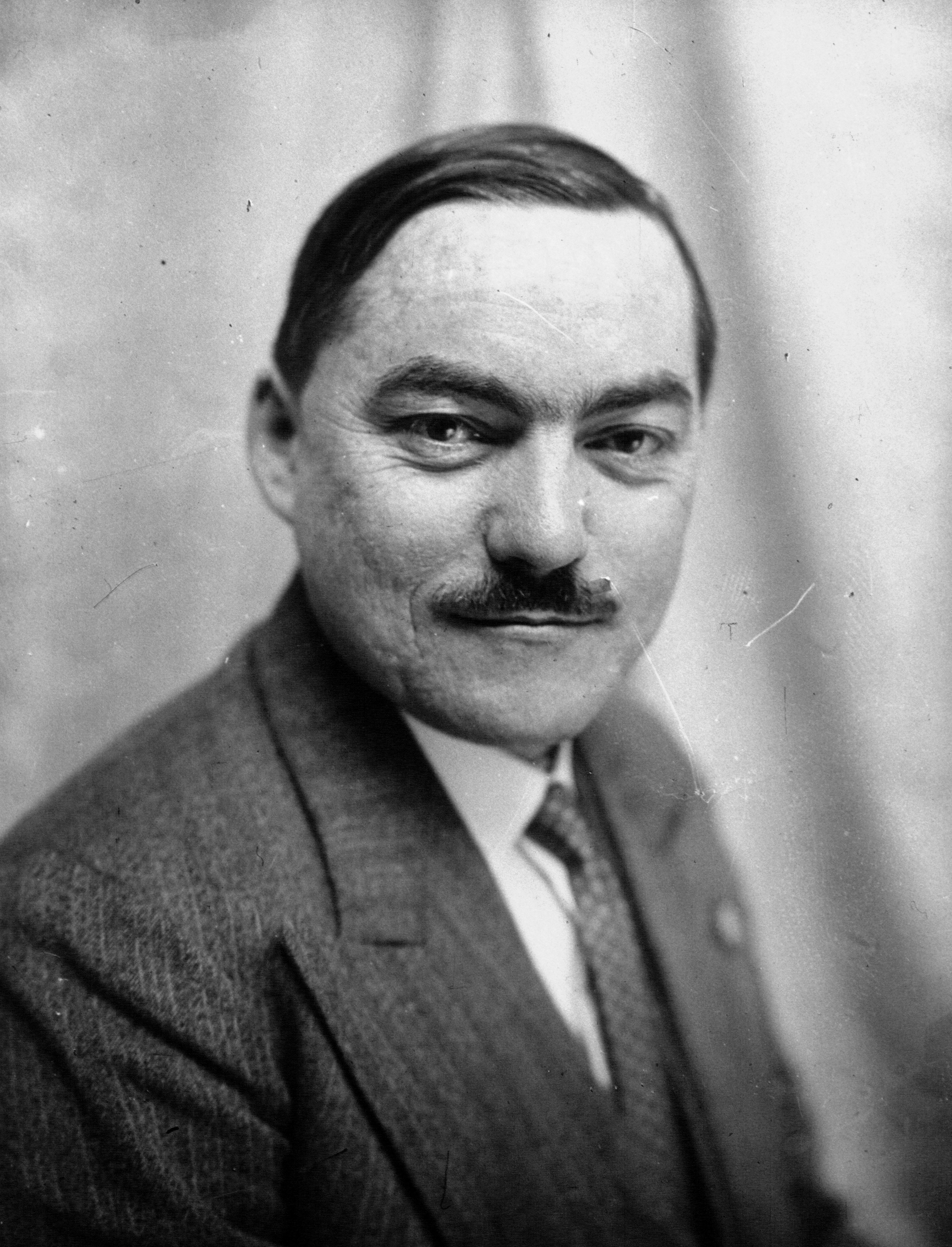
Marcel Déat

No contexto da Grande Depressão, um grupo de deputados liderados por Henri de Man na Bélgica (líder da ala direita do Partido Operário Belga e fundador da ideologia do planismo, referente ao planejamento econômico) e, na França, por Marcel Déat e Pierre Renaudel (líder da ala direita da SFIO), René Belin da Confederação Geral do Trabalho, e pela corrente dos Jovens Turcos do Partido Radical-Socialista, representada por Pierre Mendès France, argumentava que a escala sem precedentes da crise econômica global e o sucesso repentino de partidos nacional-populistas na Europa significavam que o tempo havia se esgotado para os socialistas continuarem seguindo as abordagens tradicionais da esquerda parlamentar: o reformismo progressista gradual ou a revolução popular inspirada no marxismo. Influenciados pelo planismo de De Man, propuseram uma "revolução construtiva" liderada pelo Estado, na qual um mandato democrático seria buscado para desenvolver uma tecnocracia e uma economia planificada.
Essa abordagem obteve grande sucesso no Partido Operário Belga entre 1933–1934, sendo adotada como política oficial com o apoio da ala direita (De Man) e da ala esquerda (Paul-Henri Spaak) do partido, embora o entusiasmo tenha diminuído até 1935. Tais ideias também influenciaram o movimento não-conformista dos anos 1930 na direita francesa. Anteriormente, em 1930, Déat publicou Perspectives socialistes (Perspectivas Socialistas), uma obra revisionista fortemente influenciada pelo planismo de De Man. Junto com mais de cem artigos escritos em La vie socialiste (A Vida Socialista), revista da ala direita da SFIO, Perspectives socialistes marcou a transição de Déat do socialismo clássico para o neossocialismo. Déat substituiu a luta de classes pela colaboração de classes e pela solidariedade nacional, defendeu o corporativismo social como modelo organizacional, trocou o modo de produção socialista marxista pelo anticapitalismo e apoiou um Estado tecnocrático que planejasse a economia e no qual o parlamentarismo fosse substituído por uma tecnocracia política.
A facção neossocialista dentro da SFIO, que incluía figuras importantes como Déat e Pierre Renaudel, foi expulsa no congresso do partido em novembro de 1933, em parte por sua admiração pelo fascismo italiano, mas principalmente por suas posições revisionistas: os neosocialistas defendiam alianças com as classes médias e favoreciam compromissos com o Partido Radical-Socialista burguês para implementar o programa da SFIO questão por questão. Após a expulsão, Déat e seus seguidores criaram o Partido Socialista da França – União Jean Jaurès (1933–1935). No final de 1935, o surgimento da Frente Popular havia ofuscado grande parte das propostas táticas e políticas dos neosocialistas, e a União Jean Jaurès fundiu-se com os Socialistas Independentes e os Republicanos Socialistas, mais tradicionais na colaboração de classes, para formar a pequena União Socialista Republicana. Dentro da Confederação Geral do Trabalho, o neossocialismo foi representado pela facção Syndicats (depois Redressements) de Belin.[carece de fontes?] Por outro lado, o planismo de De Man influenciou a ala esquerda do Partido Radical-Socialista, conhecida como Jovens Turcos (entre eles Mendès-France).
Inicialmente, os neossocialistas permaneceram parte da esquerda ampla. Déat liderou seu partido dissidente na União Socialista Republicana, uma fusão de vários partidos socialistas revisionistas, e participou da coalizão da Frente Popular em 1936. O desencanto com a democracia levou muitos neosocialistas a se afastarem da esquerda tradicional e a defenderem um governo mais autoritário. Após 1936, muitos evoluíram para uma forma de socialismo participativo e nacionalista, o que os levou a aliar-se à direita reacionária e a apoiar o regime colaboracionista de Vichy durante a Segunda Guerra Mundial (ex.: Déat, Paul Faure, Adrien Marquet e Barthélemy Montagnon). Por exemplo, Belin e Déat (que fundou o colaboracionista Reagrupamento Nacional Popular) tornaram-se membros do governo de Vichy, e o neossocialismo de Déat foi desacreditado na França após a guerra.[carece de fontes?] Outros (ex.: Henry Hauck, Max Hymans, Paul Ramadier e Louis Vallon) juntaram-se à Resistência; Ramadier tornou-se Primeiro-ministro da França no pós-guerra e implementou reformas da nova República Francesa, incluindo votar a favor do Plano Marshall, enquanto Max Bonnafous foi ministro da Agricultura e Abastecimento de 1942 a 1944 no governo de Vichy, mas depois aderiu à Resistência, obtendo um perdão.